# Кожемякин, Владислав Вячеславович
Владислав Вячеславович Кожемякин (9 февраля 1983, Москва) — российский футболист, выступавший на позиции нападающего. Сыграл 3 матча в премьер-лиге России. Мастер спорта России.

## Биография
Воспитанник футбольной академии московского «Спартака». Дебютировал на взрослом уровне в 1999 году в составе спартаковского дубля, выступавшего во втором дивизионе. В 2001 году перешёл в новороссийский «Черноморец», где выступал только за дубль (13 матчей, 4 гола).
Летом 2001 года перешёл в московское «Торпедо». В основном составе автозаводцев дебютировал 31 марта 2002 года в игре против «Уралана», вышел в стартовом составе и был заменён на 70-й минуте. Всего принял участие в трёх матчах премьер-лиги, все — в сезоне 2002 года. В составе торпедовского дубля сыграл 34 матча и забил 9 голов.
После ухода из «Торпедо» выступал в первом дивизионе за смоленский «Кристалл» и липецкий «Металлург». В 2005 году, находясь на просмотре в ФК «Томь» на предсезонных сборах в Турции, получил травму — разрыв передних крестообразных связок. Из-за этого пропустил сезон. В 2006 году играл за ФК «Алания» г. Владикавказ. В 2007 году случился рецидив, на восстановление ушло полтора года. В 2009 году вернулся в футбол, но на прежнем уровне заиграть уже не смог и в возрасте 27 лет принял решение завершить свою профессиональную карьеру футболиста.
После завершения игровой карьеры работал тренером и заместителем генерального директора в ФШМ, тренером и селекционером московского «Локомотива», тренером юношеской сборной Москвы 1998 г.р. В настоящий момент[уточнить] работает детским тренером и практикующим спортивным психологом.